# Asiatiska spelen 1994
Asiatiska spelen 1994, även kända som den XII Asiaden, hölls i Hiroshima i Japan mellan den 2 och 16 oktober 1994, det var den tolfte upplagan av asiatiska spelen och första gången spelen anordnades i en stad som ej var huvudstad.
Totalt deltog 6 828 aktiva från 42 olika länder i 337 tävlingar i 34 olika sporter. Det delades ut 1081 medaljer (335 guld, 335 silver och 411 brons) och av 42 deltagande länder tog 32 minst en medalj. Det land som tog flest guldmedaljer var Kina (125 stycken), följt av Japan (64 stycken) och Sydkorea (63 stycken).

## Förberedelser

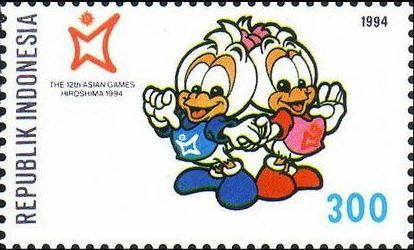
Spelens maskotar på ett indonesiskt frimärke.

### Omröstning
Japan och Kina inledde 1983 konkurrerande kampanjer för att få arrangera spelen 1990 och vid Asiens olympiska råds möte den 28 september 1984 beslutades det att Kina skulle stå värd för spelen 1990 och Japan 1994.

### Symboler
Huvudtemat för spelen var att främja fred och harmoni mellan asiatiska nationer, ett val som organisationskommittén och Asiens olympiska råd gjord då värdstaden var platsen för den första atombombsattacken 1945. Spelens officiella motto var "Asian Harmony" och maskotarna var ett par vita fredsduvor vid namn Poppo och Cuccu.
Spelens emblem föreställde en duva vilken formar en figur som också kan läsas som den latinska bokstaven H för Hiroshima, de dynamiska linjerna skulle även antyda en idrottare i rörelse. Den röda färgen representerar överskott av energi och ungdomlighet.

## Sporter
Det tävlades i 34 sporter. Nya var baseboll, karate, soft tennis och modern femkamp.
 Badminton
 Baseboll
 Basket
 Bordtennis
 Bowling
 Boxning
 Brottning
 Bågskytte
 Cykling
 Fotboll
 Friidrott
 Fäktning
 Golf
 Gymnastik
 Handboll
 Judo
 Kabaddi
 Karate
 Kanotsport
 Landhockey
 Modern femkamp
 Ridsport
 Rodd
 Segling
 Sepaktakraw
 Simsport
 Konstsim
 Simhopp
 Simning
 Vattenpolo
 Skytte
 Softboll
 Taekwondo
 Tennis
 Soft tennis
 Tennis
 Tyngdlyftning
 Volleyboll
 Wushu

## Medaljfördelning
Kina tog 125 guldmedaljer, följt av värdnationen Japan som tog 64 och Sydkorea med 63 guldmedaljer.
  *   Värdnation
| Pl.    | Nation                | Guld | Silver | Brons | Totalt |
| ------ | --------------------- | ---- | ------ | ----- | ------ |
| 1      | Kina                  | 125  | 83     | 58    | 266    |
| 2      | Japan*                | 64   | 75     | 79    | 218    |
| 3      | Sydkorea              | 63   | 56     | 64    | 183    |
| 4      | Kazakstan             | 25   | 26     | 26    | 77     |
| 5      | Uzbekistan            | 10   | 11     | 19    | 40     |
| 6      | Iran                  | 9    | 9      | 8     | 26     |
| 7      | Taiwan                | 7    | 12     | 24    | 43     |
| 8      | Indien                | 4    | 3      | 15    | 22     |
| 9      | Malaysia              | 4    | 2      | 13    | 19     |
| 10     | Qatar                 | 4    | 1      | 15    | 20     |
| 11     | Indonesien            | 3    | 12     | 11    | 26     |
| 12     | Thailand              | 3    | 9      | 13    | 25     |
| 13     | Syrien                | 3    | 3      | 1     | 7      |
| 14     | Filippinerna          | 3    | 2      | 8     | 13     |
| 15     | Kuwait                | 3    | 1      | 5     | 9      |
| 16     | Saudiarabien          | 1    | 3      | 5     | 9      |
| 17     | Turkmenistan          | 1    | 3      | 3     | 7      |
| 18     | Mongoliet             | 1    | 2      | 6     | 9      |
| 19     | Vietnam               | 1    | 2      | 0     | 3      |
| 20     | Singapore             | 1    | 1      | 5     | 7      |
| 21     | Hongkong              | 0    | 5      | 7     | 12     |
| 22     | Pakistan              | 0    | 4      | 6     | 10     |
| 23     | Kirgizistan           | 0    | 4      | 5     | 9      |
| 24     | Jordanien             | 0    | 2      | 2     | 4      |
| 25     | Förenade arabemiraten | 0    | 1      | 3     | 4      |
| 26     | Macao                 | 0    | 1      | 1     | 2      |
| 26     | Sri Lanka             | 0    | 1      | 1     | 2      |
| 28     | Bangladesh            | 0    | 1      | 0     | 1      |
| 29     | Brunei                | 0    | 0      | 2     | 2      |
| 29     | Myanmar               | 0    | 0      | 2     | 2      |
| 29     | Nepal                 | 0    | 0      | 2     | 2      |
| 29     | Tadzjikistan          | 0    | 0      | 2     | 2      |
| Totalt | Totalt                | 335  | 335    | 411   | 1081   |

## Deltagande nationer
Vid spelen deltog 42 av de 44 medlemsländerna i Asiens olympiska råd. De fem före detta sovjetrepublikerna Kazakstan, Kirgizistan, Tadzjikistan, Turkmenistan och Uzbekistan hade blivit självständiga och deltog för första gången under egen flagg. Kambodja deltog igen för första gången sedan 1974. Irak var avstängda från spelen på grund av invasionen av Kuwait.
| - Afghanistan - Bahrain - Bangladesh - Bhutan - Brunei - Filippinerna - Förenade Arabemiraten - Hongkong - Indien - Indonesien - Iran | - Japan - Jemen - Jordanien - Kambodja - Kazakstan - Kina - Qatar - Kirgizistan - Kuwait - Laos - Libanon | - Macao - Malaysia - Maldiverna - Mongoliet - Myanmar - Nepal - Oman - Pakistan - Palestina - Saudiarabien | - Singapore - Sri Lanka - Sydkorea - Syrien - Tadzjikistan - Kinesiska Taipei - Thailand - Turkmenistan - Uzbekistan - Vietnam |